# Chowder (phim hoạt hình)
Chowder là một bộ phim hoạt hình của Mỹ do C. H. Greenblatt sáng tạo, phát sóng tập đầu tiên trên kênh Cartoon Network vào ngày 2 tháng 11 năm 2007. Bộ phim xoay quanh một cậu nhóc đầy tham vọng có tên Chowder và những sự việc hàng ngày trong quá trình học việc của cậu tại một công ty cung cấp thực phẩm của bếp trưởng Mung Daal. Mặc dù có ý tốt, Chowder thường rơi vào những tình huống khó khăn do tính tham ăn kinh niên và bản chất đãng trí của cậu.
Bộ phim đã phát sóng 3 mùa với tổng cộng 49 tập phim. Với hầu hết là đánh giá tích cực, bộ phim đã nhận được một giải Primetime Emmy, sáu đề cử giải Annie, và thêm một đề cử giải Emmy trong thời gian phát sóng. Tập cuối, "Chowder Grows Up", được phát sóng vào ngày 7 tháng 8 năm 2010.

## Nhân vật

### Nhân vật chính
- Chowder (lồng tiếng bởi Nicky Jones): Một chú mèo-gấu-thỏ trẻ tuổi màu tím và là thợ học việc của bếp trưởng Mung Daal, cậu sống chung với Mung Daal và vợ ông Truffles, trong một căn phòng ở tầng thượng của công ty thực phẩm. Chowder muốn trở thành một đầu bếp đại tài, nhưng lại có tính bốc đồng, đãng trí và kém kiềm chế. Cậu luôn luôn đói và ăn bất cứ thứ gì, thậm chí là các đơn đặt hàng của khách hàng. Chowder cũng có thể nôn các đồ vật, và thường được tận dụng làm vật chứa đồ bởi các nhân vật khác. Theo Greenblatt, cậu có hình mẫu của mèo, gấu và thỏ, và giống loài của cậu đã được xác nhận ít nhất một lần[1]. C.H. Greenblatt lồng tiếng cậu lúc trưởng thành trong tập cuối.
- Mung Daal (lồng tiếng bởi Dwight Schultz): Một đầu bếp lớn tuổi, nóng tính, thấp lùn, là người điều hành công ty cung cấp thực phẩm nơi Chowder học việc. Dù tuổi chính xác của ông chưa được công bố, ông đã từng nói rằng ông đã nấu ăn được ít nhất 386 năm, và ông đã kỉ niệm 450 năm kết hôn Truffles. Ông có da màu xanh da trời nhạt, hình dáng giống con người, tai và mũi ngoại cỡ và được đặt tên theo một đặc sản Ấn Độ; Greenblatt đã lên ý tưởng để cho Mung nói giọng Ấn Độ, nhưng về sau lại bác bỏ ý tưởng này.
- Shnitzel (lồng tiếng bởi Kevin Michael Richardson trong tập "The Froggy Apple Crumple Thumpkin", sau đó là John DiMaggio): Một người đá khỏe mạnh, là một đầu bếp chuyên nghiệp làm việc tại công ty của Mung Daal. Vốn từ của anh gần như chỉ có từ "radda", tạm dịch là "ok", mặc dù đôi khi anh cũng nói những từ đơn giản khác. Anh nói được bình thường trong tập phim "The Trouble with Truffles" bởi vì cuối cùng anh cũng đủ bình tĩnh. Shnitzel là "người bình tĩnh" so với các nhân vật dễ bị kích động hơn khác và thường xuyên cáu bẳn. Vì khỏe mạnh, anh thường phải lao động tay chân hoặc làm việc quét dọn, bê vác. Mặc dù ghét những trò hề của Chowder, Shnitzel vô cùng thương yêu cậu, chẳng hạn như việc anh khóc khi nghĩ rằng Chowder đã biến mất mãi mãi. Kevin Michael Richardson lồng tiếng Shnitzel trong tập phim "The Froggy Apple Crumple Thumpkin" và đã được thay thế vào phút cuối bởi DiMaggio do Richardson đang bận rộn với các dự án khác tại cùng thời điểm.
- Truffles (lồng tiếng bởi Tara Strong): là một tiên nấm, bà là vợ của Mung Daal. Bà là người xử lý công việc kế toán của công ty của Mung. Bà là một người vô cùng dễ nóng giận. Greenblatt nói rằng mẹ ông là nguyên mẫu của nhân vật Truffles. Greenblatt nói rằng ban đầu ông thấy khó khăn việc tạo dựng các câu chuyện có Truffles vì nhân vật có thể hơi "quá sắc cạnh" nên các thành viên sản xuất bộ phim phải "một chút nhạy cảm hơn trong việc tìm kiếm mặt mềm mỏng của bà." Greenblatt nói rằng các thành viên cuối cùng quyết định rằng "chỉ một chút Truffles đã có hiệu quả vô cùng lớn". Vì vậy, bà chỉ đôi khi xuất hiện trong Chowder trong một cách tương tự như cách nhân vật Oscar xuất hiện trong Sesame Street.
- Kimchi (lồng tiếng bởi C.H. Greenblatt): Vật cưng của Chowder, sống trong một cái lồng bên cạnh giường của cậu. Kimchi là một "hơi đánh rắm" được nhân hóa (do mùi khó chịu của kim chi). Nó thích những thứ có mùi khó chịu đối với các nhân vật khác, và "nói chuyện" bằng các tiếng đánh rắm. Kimchi lần đầu tiên xuất hiện trong tập phim "The Froggy Apple Crumple Thumpkin".
- Gazpacho (lồng tiếng bởi Dana Snyder): Chủ tiệm voi ma mút, là người hay bán nông sản và nguyên liệu lạ tại chợ nông sản. Ông là người bạn thân nhất của Chowder, và luôn dành cho cậu lời khuyên khi cần thiết. Ông sống với người mẹ độc đoán của ông, người không bao giờ xuất hiện, nhưng xuất hiện vào cuối tập phim "Gazpacho!". Trong tập phim "The Spookiest House in Marzipan", Gazpacho được ám chỉ là không có mẹ, và chỉ tưởng tượng ra mẹ do ông bị rối loạn đa nhân cách, nhưng tác giả Greenblatt nói chi tiết chỉ đơn thuần là để "tỏ lòng tôn kính đến bộ phim Psycho". Gazpacho dường như không hứng thú với việc chuyển ra ngoài sống hay cải thiện cuộc sống. Kẻ thù tồi tệ nhất của Gazpacho là các ninja. Greenblatt đặt tên ông theo một món súp lạnh của Tây Ban Nha; Greenblatt nói rằng ông thấy cái tên hợp ngay lập tức với nhân vật mà không hiểu rõ tại sao.
- Panini (lồng tiếng bởi Liliana Mumy): Một cô bé thỏ-mèo màu hồng, người đã phải lòng Chowder và nhắc lại điều này bất cứ khi nào có cơ hội. Chowder không có chung tình cảm với cô và trả lời lại với câu nói quen thuộc "Tớ không phải là bạn trai cậu!" bất cứ khi nào cô chào cậu. Panini là học trò của Endive, và ham muốn sở hữu Chowder. Panini ghen tị mỗi khi cô nhìn thấy Chowder với cô gái nào khác, khiến cho cậu cố lãng tránh cô. Hình tượng nhân vật ban đầu miêu tả cô bắt nạt Chowder theo một cách được Greenblatt mô tả là giống Angelica Pickles trong bộ phim Rugrats. Greenblatt lược bỏ đôi tai nhọn của cô vì ông thấy không phù hợp với phong cách vẽ có nhiều hình dáng tròn trong Chowder. Greenblatt không thích các nhân vật giống Angelica và tin rằng ông cần phải tạo nên một Panini "dễ thương và ngọt ngào hơn". Greenblatt nói rằng các chi tiết của hình tượng Panini được hình thành khi ông quyết định rằng Panini sẽ phải lòng Chowder; vì Chowder chưa đủ tuổi yêu, theo Greenblatt khía cạnh này sẽ làm Chowder bực bội theo "một cách vui vẻ hơn".
- Gorgonzola (lồng tiếng bởi Will Shadley): Một chú chuột có hình dáng của một cây đựng nến, cũng là thợ tập sự và có thái độ cáu kỉnh. Cậu ghen tức với Chowder vì công việc của Chowder tốt hơn của cậu. Cậu thường xuyên lợi dụng Chowder, nhưng sẽ làm bạn cùng chơi với cậu nếu bị ép buộc. Vì Greenblatt không thích pho mát xanh, ông quyết định đặt cái tên "gorgonzola" cho một nhân vật không thân thiết với Chowder. Cậu mặc quần áo nâu rách nát, không có giày dép, và có một ngọn nến cháy dở trên đầu. Cậu thích tiền bạc đến mức tuyệt vọng và sẽ không từ thủ đoạn để kiếm tiền. Gorgonzola rất thích chơi một trò chơi có tên Sniffleball. Dù cậu khó chịu với Chowder, Chowder lại coi cậu là một người bạn thân thiết, và điều này lại càng làm cậu khó chịu hơn nữa. Gorgonzola là thợ tập sự của Stilton (cũng là cây đựng nến, vì vậy cả hai đều có một cây nến cháy dở trên đầu).
- Bà Endive (lồng tiếng bởi Mindy Sterling): Một nữ đầu bếp thừa cân thông minh, là người dạy nấu ăn cho Panini với kỷ luật nghiêm khắc. Bà được coi là nhân vật phản diện chính của bộ phim. Bà thường được thể hiện là một người có kính thước vô cùng to lớn, ví dụ như trong tập phim "The Apprentice Games" thì Mung Daal và Chowder tham gia vào trò chơi bằng cách cưỡi lên lưng bà. Bà thường xuyên chế nhạo Mung Daal, người mà bà cho là đối thủ. Trong tập "Chowder's Girlfriend", bà nói rằng bà ghét bỏ nam giới vì chồng chưa cưới của bà lúc đó không có mặt vào ngày cưới. Bà Endive xuất hiện lần đầu tiên trong tập phim thứ hai có Panini là "Chowder's Girlfriend". Tác giả nói rằng bà giống Martha Stewart, nhưng lại có màu sắc của nhân vật Oompa-Loompa. Greenblatt chọn đặt tên Endive theo loài rau diếp quăn; bởi lẽ rau diếp quăn là một loài rau đắng nhưng loài rau diếp quăn Bỉ lại được coi là một món ăn quý phái, nhân vật Endive sẽ vừa cay đắng lại vừa quý phái. Trong suốt quá trình phát triển của bộ phim, nhân vật Endive không hề thay đổi. Các mũi dài, mà thay đổi từ một hình chữ nhật với một hình tam giác cho phiên bản chính thức, đại diện cho Endive nhìn xuống nhân vật khác. Chiếc mũi dài của Endive (được thay đổi từ hình chữ nhật thành hình tam giác) là tượng trưng cho cách mà Endive khinh thường các nhân vật khác.

### Nhân vật định kỳ
- Kiwi (lồng tiếng bởi C.H. Greenblatt): Sinh vật màu hồng được hoạt hình thực tế, thường đưa ra lời khuyên cho Chowder và bạn bè, và đôi khi dẫn chuyện giữa các cảnh (nhất là những cảnh sử dụng thủ pháp hài hước quá ủy mị). Tên của nhân vật này được tiết lộ một lần duy nhất trong tập phim "Brain Grub"; trong tập phim này, sau khi Chowder đã biến đổi vũ trụ hoạt hình, Kiwi trở thành một người bán xe ô tô cũ.
- Ceviche (lồng tiếng bởi Elan Garfias):Một chú dê con màu vàng, là thợ tập sự của Paté, và là bạn thân của Panini. Ceviche xuất hiện lần đầu trong tập phim "The Apprentice Games". Cậu tập aerobic, và rất tốt tính và tử tế với mọi người. Cậu được mọi người yêu quý vì tính cách tốt và nhiều tài năng. Cậu là bạn tốt của Panini và đôi khi sẽ tán tỉnh cô, dù những lời tán tỉnh này đều là không mong muốn và sẽ bị từ chối hoặc ngó lơ. Ceviche cũng là một người bạn thân thiết của Chowder. Cậu nói bằng một giọng đều đều và thường sẽ gây hài chính vì sự không cảm xúc này.
- Chestnut (ban đầu được lồng tiếng bởi Tone Loc, sau đó John DiMaggio): Y hệt như loài hạt dẻ, ông vừa nhỏ nhắn vừa khó nhằn. Ông có giọng nói ồm ồm, khô khốc và vô cùng khỏe mạnh, điều làm cho nhiều nhân vật vô cùng ngặc nhiên. Vì kích thước của mình, ông sử dụng vật dụng hàng ngày với mục đích khác (ví dụ như sử dụng một chiếc va li làm tàu trượt nước, hoặc dùng mũ làm nhà nghỉ mát. Ông thường tự ngân nga những câu hát nhỏ, thường bao gồm khẩu hiệu của ông là "Dinka-loo, Dinka-lee." Ông là giáo viên dạy ôn thi BLT (châm biếm kì thi SAT của Hoa Kỳ). Ông luôn đề cập đến mình ở ngôi thứ ba khi nói.
- Reuben (lồng tiếng bởi Paul Reubens): Một con lợn, chuyên lừa đảo và ăn cắp của người khác.
- Ngài Fugu (lồng tiếng bởi Bob Joles): Một quả bóng bay, là khách hàng thường xuyên nhất của Mung. Ông tham ăn hơn cả Chowder và không bao giờ chia sẻ thức ăn với cậu. Ông thường đi với người hầu của mình, Foie Gras, một mô hình mèo Maneki-neko (George Takei lồng tiếng kêu), người giữ dây cho ông vì ông không thể tự điều khiển độ nổi của mình.
- Trung sĩ Hoagie (lồng tiếng bởi Diedrich Bader): Là một cảnh sát tại Marzipan City. Trong tập phim"Hot Date", ông đã đi hẹn hò sau một vài năm và hỏi lời khuyên từ đồng nghiệp.

## Các tập phim của Chowder

### Tổng quan tập phim Chowder
| Mùa | Tập phim          | Ngày phát sóng | Ngày phát sóng |
| Mùa | Tập phim          | Ngày đầu tiên  | Ngày cuối cùng |
| --- | ----------------- | -------------- | -------------- |
| 1   | 20 (38 phân khúc) | 2/11/2007      | 24/7/2008      |
| 2   | 20 (38 phân khúc) | 6/11/2008      | 11/10/2009     |
| 3   | 9 (17 phân khúc)  | 29/10/2009     | 7/8/2010       |

Tổng cộng có 49 tập được phát sóng trong series. Mùa 1, trong đó bao gồm 20 tập, bắt đầu vào ngày 2 tháng 11 năm 2007, với bộ phim công chiếu, mang tựa đề "The Froggy Apple Crumble Thumpkin/Chowder's Girlfriend". Mùa 1 kết thúc vào ngày 24 Tháng Bảy 2008, với  tập đặc biệt "The Apprentice Games". Mùa 2 cũng có 20 tập, ra mắt vào ngày 01 tháng 10 năm 2008, với "The Arborians/Sale Garage", và kết thúc với "A Faire to Remember/Tofu-Town Showdown", phát sóng vào ngày 29 tháng 9 năm 2009, và ngày 06 Tháng 10, năm 2009, tương ứng. Mùa 3 chỉ bao gồm 9 tập, ra mắt ngày 12 Tháng 10 năm 2009, với "The Blast Raz", và kết thúc với đêm chung kết series, mang tên "Chowder Grow Up", được phát sóng vào ngày 7 tháng 8 năm 2010.

## Quá trình phát triển
Trong thời gian làm việc trên SpongeBob SquarePants hãng Nickelodeon, Greenblatt đã được phác họa nhân vật khác nhau cho khái niệm phim hoạt hình của riêng mình. Greenblatt ban đầu dựa trên những tiền đề trên ý tưởng về phong cách học việc của thầy phù thủy của câu chuyện, như Thanh kiếm trong đá. Các thiết bị  đã được sửa đổi để những câu chuyện xoay quanh một đầu bếp bậc thầy người dạy học việc trẻ của mình như thế nào để nấu ăn. Chowder mình được phát triển với không có loài cụ thể trong tâm trí, nhưng đúng hơn với những ý định của cách gọi hình ảnh của đồ chơi bóp mềm mại của một đứa trẻ.Một số nguồn cảm hứng đến từ Dr. Seuss.
Greenblatt dốc khái niệm Cartoon Network, và hai năm sau bộ phim được phê duyệt với một năm nữa để sản xuất trước khi tập thí điểm phát sóng. Greenblatt ước tính ông đã dành khoảng bảy năm làm việc trên Chowder trước khi chương trình đã làm cho lên sóng trong năm 2007.

## Sản xuất và định dạng
Tập phim được sản xuất trong các mùa trong đó bao gồm hai mươi tập phim 24 phút. Mỗi tập phim được sản xuất với một chuỗi con rối 30 giây để chạy trên phần cuối kết thúc. Tập có thể được mua từ iTunes Store ở Hoa Kỳ mà được giao đúng trình tự như những tập phim trong đó có sẵn trên Cartoon Network website cũng tại Hoa Kỳ.
Một trong những tính năng thiết kế khác thường của chương trình là các mô hình sử dụng trên quần áo hoặc người chơi. Các mô hình được phát triển như là một hình ảnh toàn màn hình và sau đó được gửi đến nhà sản xuất, nơi mà các nhân vật đã được thay đổi để điền vào các mẫu trong quần áo nhân vật.Sử dụng kỹ thuật này, khi một nhân vật di chuyển, mô hình của họ không làm theo, nhưng hiển thị làm nền "tĩnh". Một kỹ thuật tương tự đã được sử dụng trong loạt game Monkey Island (đặc biệt đối với Stan), loạt Nickelodeon The Off-Beats, và loạt phim hoạt hình Mr. Bean.
Chương trình cũng được biết đến với sự đa dạng rất rộng các phương tiện truyền thông được sử dụng trong tập phim khác nhau. Chúng bao gồm các hình ảnh động bằng màu nước và mực sơn và ngoài kiểu mẫu kinh điển của phim hoạt hình. Nó cũng sử dụng ngăn chặn hoạt hình chuyển động với thực phẩm sản, con số hành động và đất sét; cảnh live-action với các diễn viên lồng tiếng của chương trình và những con rối; cả hai rối và tay điều khiển. Điều này cũng đôi khi được sử dụng trong Courage the Cowardly Dog. Nó tự hào là một trong những giống đa dạng nhất của phương tiện được sử dụng trong bất kỳ chuỗi đơn.

## Hủy bỏ
Chowder đã bị hủy bỏ bởi Cartoon Network vào tháng 8 năm 2010 nhờ vào loạt finale. C.H. Greenblatt lưu ý điều này trên blog của mình, nói rằng: "Tôi thực sự không nghĩ rằng có muốn được này rất nhiều mặt tích cực để có một chương trình chính thức hủy bỏ bởi một mạng, nhưng tôi cảm thấy hạnh phúc hơn tôi đã ở trong một thời gian dài từ. Chúng ta chỉ có sau sản xuất, lịch trình của tôi cuối cùng đã giảm tốc. tôi đã không có nghỉ ngơi như thế này trong một thời gian dài... Chowder đã mở ra rất nhiều khả năng tuyệt vời đối với tôi, và sáng tạo tôi cảm thấy nhiều cảm hứng hơn bao giờ hết." C. H. Greenblatt cũng lưu ý rằng nhiều nhân viên đã ký vào một dự án mới tại Disney, mà sẽ kết thúc được các loạt phim hoạt hình Disney Channel Fish Hooks, mà Greenblatt làm việc như một giám đốc tập phim.

### Các giải thưởng và đề cử
| Năm  | Giải thưởng | Thể loại                                                       | Người nhận                                               | Kết quả    |
| ---- | ----------- | -------------------------------------------------------------- | -------------------------------------------------------- | ---------- |
| 2008 | Giải Annie  | Sản xuất hoạt hình truyền hình tốt nhất cho trẻ em             | Chowder                                                  | Được đề cử |
| 2008 | Giải Annie  | Viết trong một sản xuất hoạt hình truyền hình                  | C.H. Greenblatt và William Reiss                         | Dược đề cử |
| 2008 | Giải Emmy   | Nổi bật hạng Thượng Gia- Chương trình hoạt hình ngắn định dạng | C.H. Greenblatt, Brian A. Miller                         | Được đề cử |
| 2009 | Giải Annie  | Thiết kế sản xuất trong một sản xuất hoạt hình truyền hình     | Dan Krall                                                | Được đề cử |
| 2009 | Giải Annie  | Tiếng nói diễn xuất trong một sản xuất hoạt hình truyền hình   | Dwight Schultz                                           | Được đề cử |
| 2009 | Giải Emmy   | Thành tích cá nhân xuất sắc trong hoạt hình                    | Joe Binggeli                                             | Thắng      |
| 2010 | Giải Annie  | Tiếng nói diễn xuất trong một sản xuất truyền hình             | Nicky Jones-Chowder                                      | Được đề cử |
| 2010 | Giải Annie  | Tiếng nói diễn xuất trong một sản xuất truyền hình             | Dwight Schultz-Mung Daal                                 | Được đề cử |
| 2010 | Giải Emmy   | Chương trình hoạt hình xuất sắc ngắn định dạng                 | Brian A. Miller, C.H. Greenblatt, et al. for "The Toots" | Được đề cử |

### Năm lên sóng
- Cartoon Network: (2007-2010); (2010-2014).
- Boomerang: (2014-2016).

## Phát hành DVD
| Tựa đề        | Ngày phát hành | Tập | Khu vực | Miêu tả |
| ------------- | -------------- | --- | ------- | --- |
| Chowder Vol.1 | 4/11/2008      | 5   | 1       | Bao gồm "The Thrice Cream Man/The Flibber-Flabber Diet", "The Froggy Apple Crumple Thumpkin/Chowder's Girlfriend", "Mahjongg Night/Stinky Love", "Certifrycation Class/Sing Beans", and "Grubble Gum/The Cinnamini Monster"   |
| Chowder Vol.2 | 3/3/2009       | 5   | 1       | Bao gồm "The Wrong Address/The Wrong Customer", "The Burple Nurple Stand/Shnitzel Makes a Deposit", "Gazpacho Stands Up/A Taste of Marzipan", "The Puckerberry Overlords/The Elemelons", and "Sniffleball/Mung on the Rocks". |

Series 3 đã được phát hành mười tập ở 3 khu vực màn hình DVD ở Thái Lan từ Công ty TNHH MVD